# Rika Hiraki
Rika Hiraki (平木理化?, Hiraki, Rika; Beirut, 6 dicembre 1971) è un'ex tennista giapponese.

## Carriera
In carriera ha vinto 6 titoli di doppio. Nei tornei del Grande Slam ha ottenuto il suo miglior risultato conquistando il doppio misto all'Open di Francia nel 1997, in coppia con l'indiano Mahesh Bhupathi.
In Fed Cup ha disputato un totale di 5 partite, ottenendo 3 vittorie e 2 sconfitte.

## Statistiche

### Doppio

#### Vittorie (6)
| Numero | Anno              | Torneo                                       | Superficie | Compagna                 | Avversarie in finale                           | Punteggio     |
| 1.     | 27 ottobre 1991   | Puerto Rico Open, San Juan                   | Cemento    | Florencia Labat          | Sabine Appelmans Camille Benjamin              | 6–3, 6–3      |
| 2.     | 12 aprile 1992    | Japan Open Tennis Championships, Tokyo       | Cemento    | Amy Frazier              | Kimiko Date Stephanie Rehe                     | 5-7, 7-6, 6-0 |
| 3.     | 14 aprile 1996    | Indonesia Open, Giacarta                     | Cemento    | Naoko Kijimuta           | Laurence Courtois Nancy Feber                  | 7–6, 7–5      |
| 4.     | 23 febbraio 1997  | IGA U.S. Indoor Championships, Oklahoma City | Cemento    | Nana Miyagi              | Marianne Werdel-Witmeyer Tami Whitlinger-Jones | 6–4, 6–1      |
| 5.     | 21 aprile 1997    | Japan Open Tennis Championships, Tokyo       | Cemento    | Alexia Dechaume-Balleret | Kerry-Anne Guse Corina Morariu                 | 6–4, 6–2      |
| 6.     | 28 settembre 1997 | Commonwealth Bank Tennis Classic, Surabaya   | Cemento    | Kerry-Anne Guse          | Maureen Drake Renata Kolbovic                  | 6–1, 7–6      |

### Doppio

#### Finali perse (7)
| Numero | Anno              | Torneo                                         | Superficie | Compagna                | Avversarie in finale                   | Punteggio     |
| 1.     | 21 aprile 1991    | Pattaya Women's Open, Pattaya                  | Cemento    | Akemi Nishiya-Kinoshita | Kay Miyagi Suzanna Wibowo              | 1-6, 4-6      |
| 2.     | 26 aprile 1992    | Malaysian Women's Open, Kuala Lumpur           | Cemento    | Petra Langrová          | Isabelle Demongeot Natalija Medvedjeva | 6-2, 4-6, 1-6 |
| 3.     | 25 settembre 1994 | Nichirei International Championships, Tokyo    | Cemento    | Amy Frazier             | Julie Halard Arantxa Sánchez Vicario   | 1-6, 6-0, 1-6 |
| 4.     | 17 settembre 1995 | TVA Cup, Nagoya                                | Sintetico  | Park Sung-hee           | Kerry-Anne Guse Kristine Kunce         | 4–6, 4–6      |
| 5.     | 19 aprile 1998    | Japan Open Tennis Championships, Tokyo         | Cemento    | Amy Frazier             | Naoko Kijimuta Nana Miyagi             | 3–6, 6–4, 4-6 |
| 6.     | 22 novembre 1998  | Pattaya Women's Open, Pattaya                  | Cemento    | Aleksandra Olsza        | Els Callens Julie Halard               | 6–3, 2–6, 2-6 |
| 7.     | 14 novembre 1999  | Commonwealth Bank Tennis Classic, Kuala Lumpur | Cemento    | Yuka Yoshida            | Jelena Kostanić Tina Pisnik            | 6–3, 2–6, 4–6 |

### Doppio misto

#### Vittorie (1)
| Numero | Anno | Torneo                  | Superficie  | Compagno        | Avversari in finale            | Punteggio |
| 1.     | 1997 | Open di Francia, Parigi | Terra rossa | Mahesh Bhupathi | Lisa Raymond Patrick Galbraith | 6–4, 6–1  |